# Skřipel
Obec Skřipel se nachází v okrese Beroun, kraj Středočeský, asi 15 km jižně od Berouna a 13 km východně od města Hořovice. Žije zde 139 obyvatel.

## Historie
První písemná zmínka o obci pochází z roku 1232.

### Územněsprávní začlenění
Dějiny územněsprávního začleňování zahrnují období od roku 1850 do současnosti. V chronologickém přehledu je uvedena územně administrativní příslušnost obce v roce, kdy ke změně došlo:
- 1850 země česká, kraj Praha, politický i soudní okres Hořovice[4]
- 1855 země česká, kraj Praha, soudní okres Hořovice
- 1868 země česká, politický i soudní okres Hořovice
- 1939 země česká, Oberlandrat Plzeň, politický i soudní okres Hořovice[5]
- 1942 země česká, Oberlandrat Praha, politický okres Beroun, soudní okres Hořovice[6]
- 1945 země česká, správní i soudní okres Hořovice[7]
- 1949 Pražský kraj, okres Hořovice[8]
- 1960 Středočeský kraj,
- 2003 Středočeský kraj, okres Beroun, obec s rozšířenou působností Hořovice

## Pověsti
Místní jeptišky ve strachu před třicetiletou válkou zakopaly kostelní zvon spolu s jinými poklady do země. Když válka skončila, nikdo už si nepamatoval, kam byl zvon ukryt. Až jednou se pasáku vepřů ztratila největší svině, a když ji pasák našel, seděla u zpola vyhrabaného zvonu. Ten byl pak vykopán a přelit, přičemž na něj byla zapsána a zobrazena tato pověst. Pasák za to dostal svini od svého pána darem.

## Doprava
Dopravní síť
- Pozemní komunikace – Obcí prochází silnice II/115 Jince - Hostomice - Skřipel - Řevnice - Dobřichovice.

- Železnice – Železniční trať ani stanice na území obce nejsou. Ve vzdálenosti 2 km je železniční stanice Hostomice pod Brdy na trati 172 Zadní Třebaň - Lochovice.

Veřejná doprava 2011
- Autobusová doprava – Z obce vedly autobusové linky např. do těchto cílů: Beroun, Dobříš, Hořovice, Příbram, Řevnice, Zadní Třebaň (dopravce PROBO BUS, a. s.).

## Pamětihodnosti
- Kostel svatého Šimona a Judy na návsi
- Šance (Na šancích, U šancí, Švédské šance) – čtyřúhelníkový valový areál, archeologická lokalita bez doloženého datování, pravděpodobně Viereckschanze.

## Galerie

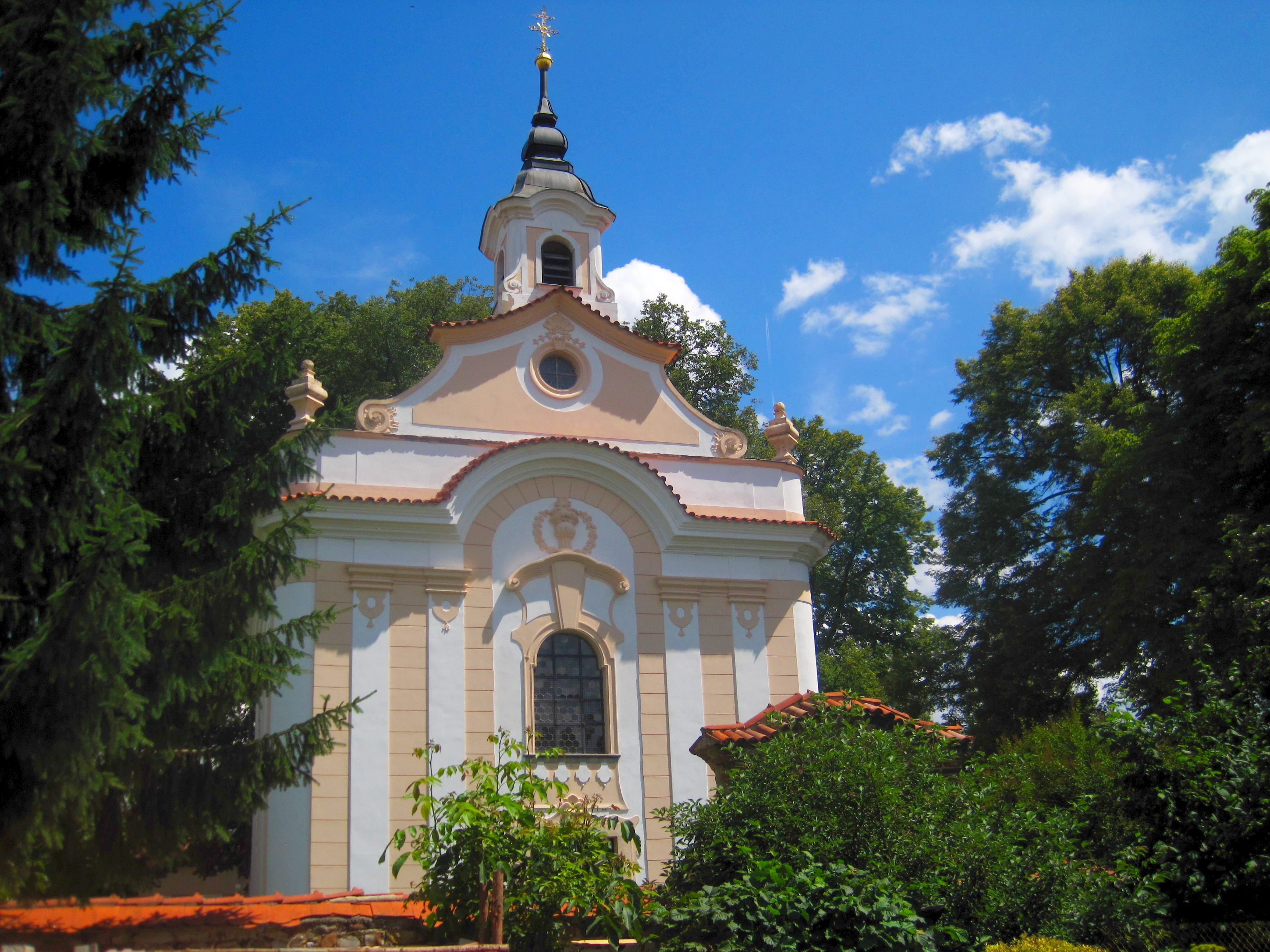
kostel svatých Šimona a Judy
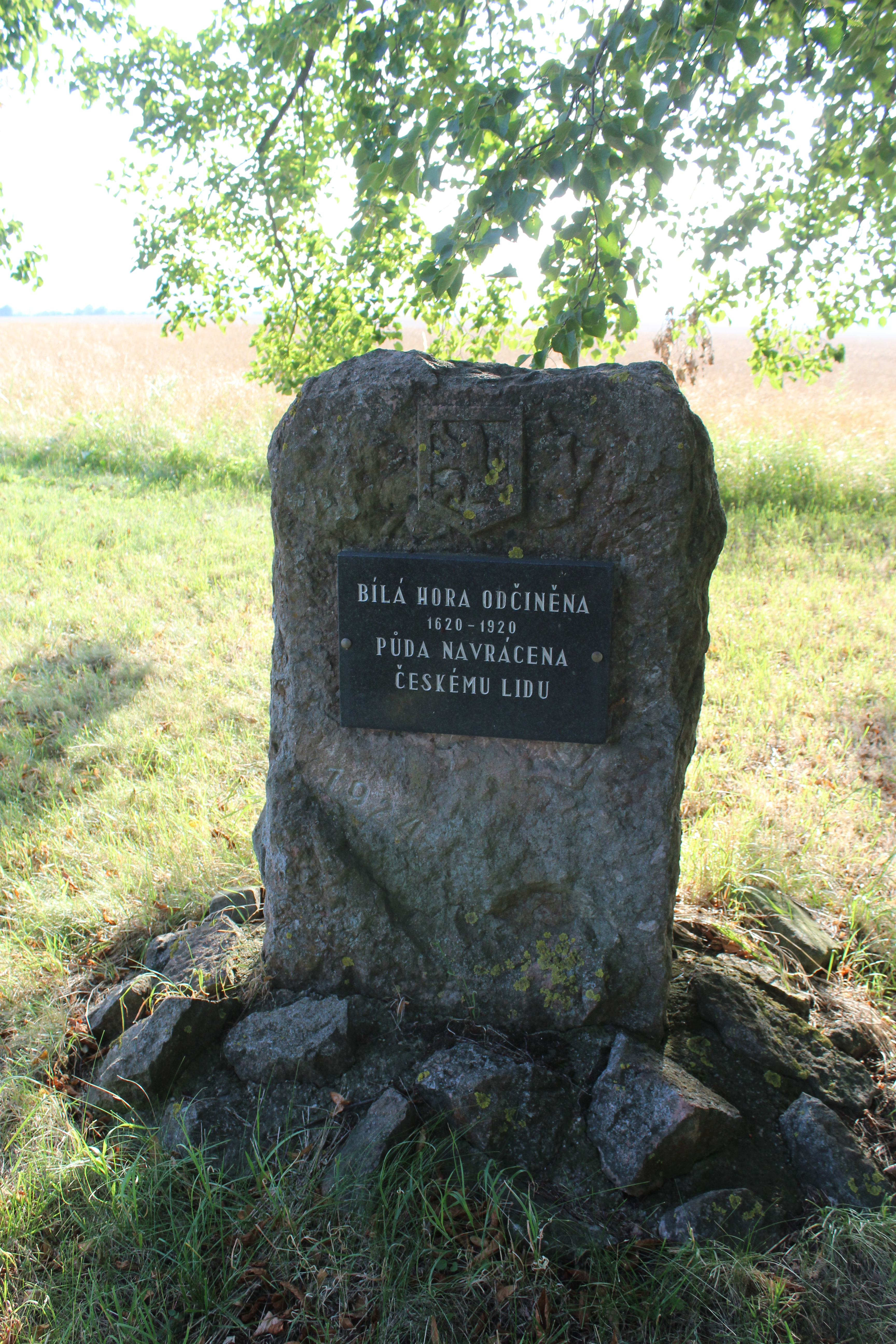
památník pozemkové reformy
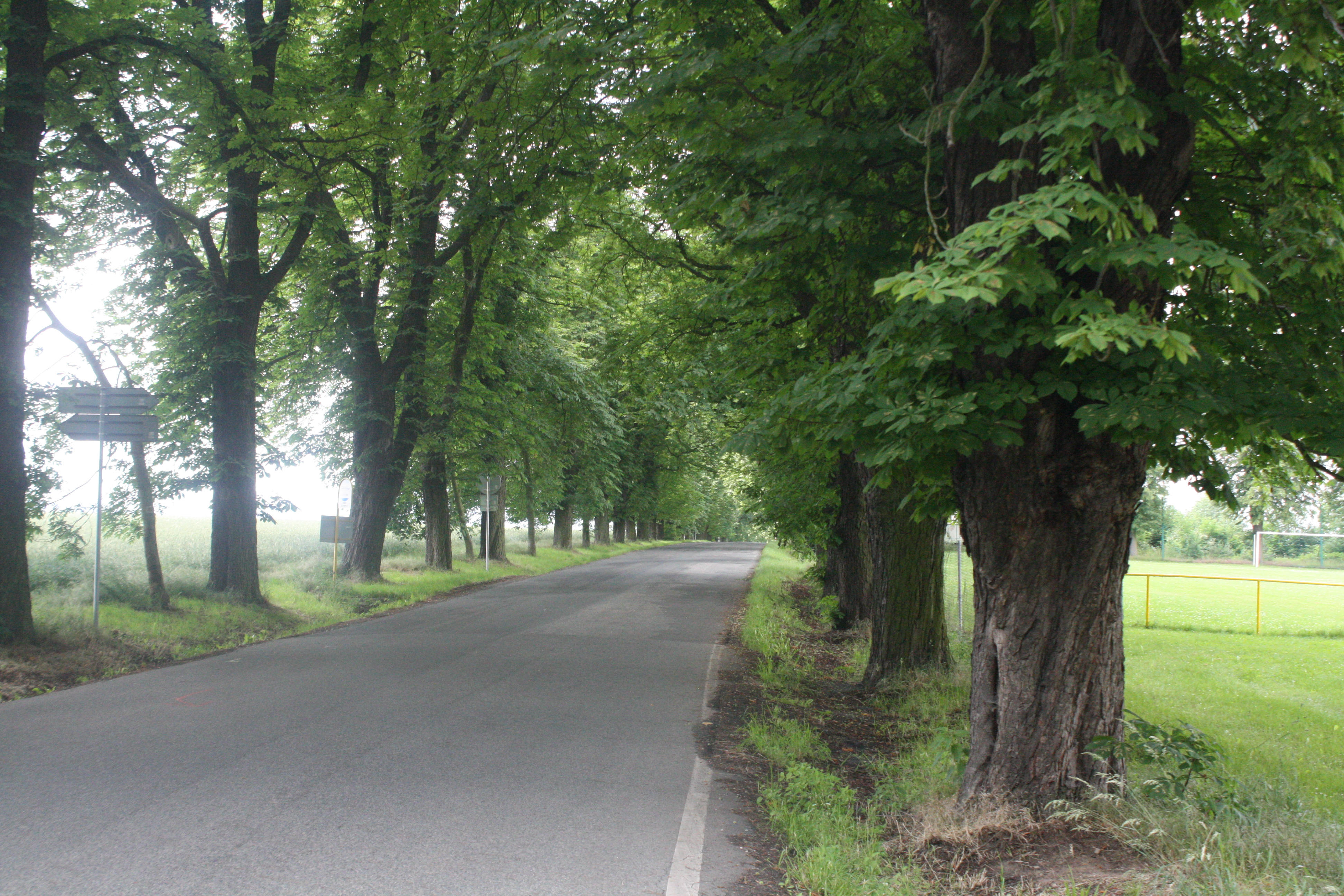
Skřipelská alej
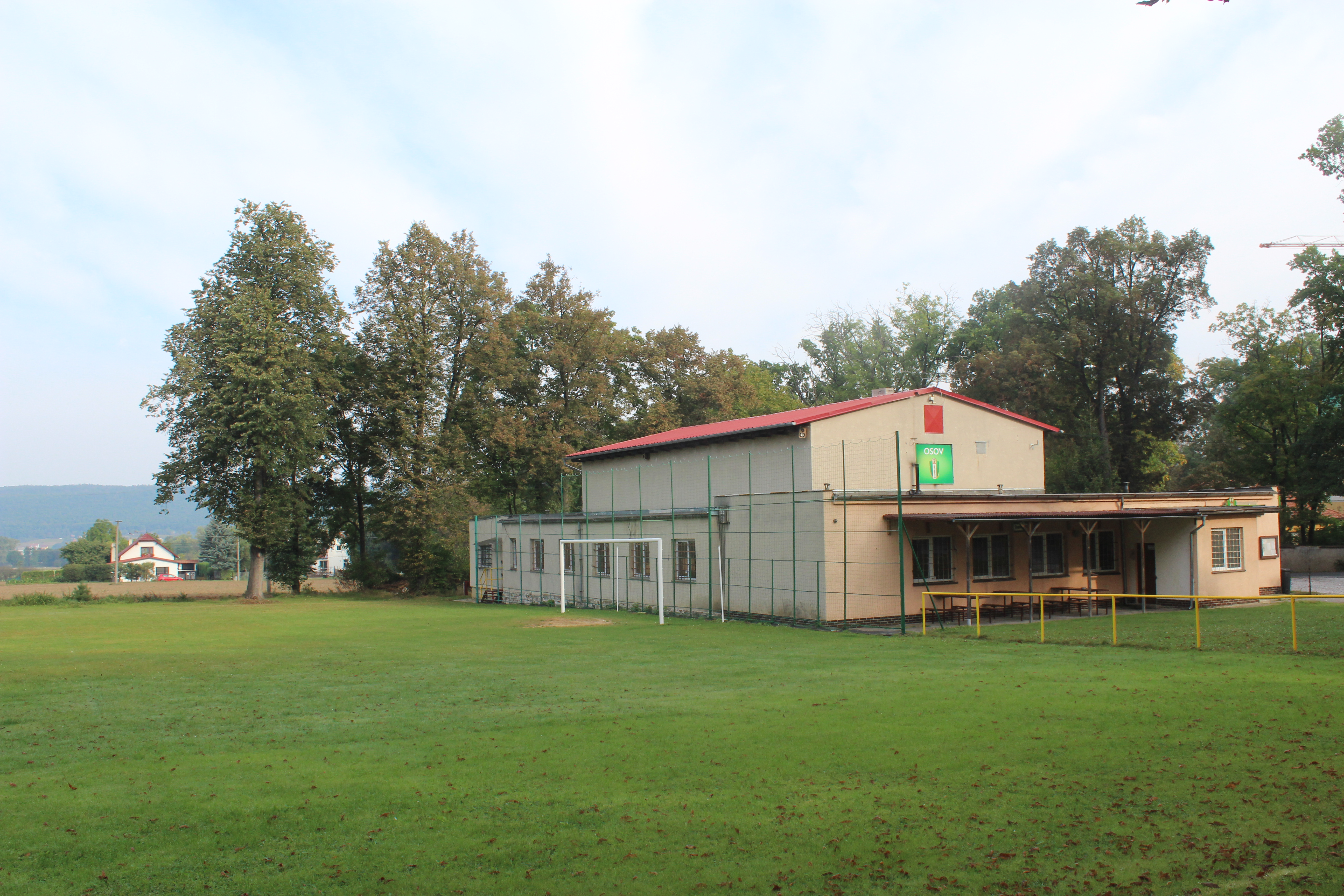
fotbalové hřiště